# 幽靈 (歌曲)
《幽灵》（英語："The Spectre"）是一首由挪威唱片制作人兼DJ艾伦·沃克制作的电子音乐，融入了挪威词曲作者兼制作人杰斯珀·博根创作的不记名人声。该曲由杰斯珀·博根、艾伦·沃克、马库斯·阿恩贝克（Marcus Arnbekk）、Mood Melodies和拉尔斯·克里斯蒂安·罗斯尼斯（Lars Kristian Rosness）作曲，后四人负责制作。这首歌于2017年9月15日通过发布。

## 背景
《幽灵》（The Spectre）是艾伦·沃克的单曲的重制版，后者于2015年1月6日通过无版权音效（NCS）发行。2016年12月22日，艾伦在他的家乡挪威卑尔根的现场表演“艾伦·沃克回家了”（Alan Walker is Heading Home）上首次演唱了这首歌。在这首歌发行前几个月，他就把这首歌加入进了自己的现场表演，并在2017年于比利时举办的明日世界电子音乐节的主舞台上演奏了这首歌的修改版本。在一次采访中，艾伦·沃克将这首歌描述为“我的老歌的新版本”，类似于“我把‘’变成‘Faded’”。艾伦在一次新闻发布会上这样评价这首歌：“听众的反馈真的很棒。对于这首歌现在的正式发行，我感到很高兴。我特别想把这首歌献给从一开始就关注我最重要的粉丝们。”

## 评价
认为这首歌“個含了所有电子舞曲在全球粉丝们已经发现并喜爱的艾伦·沃克的元素”，包括“音效的设计、朦胧梦幻般的声音、令人激动的跌落、艾伦·沃克专属的主唱”。与相比，他们认为这是“一张更流畅、更精致的唱片”。

## 制作人员
来源：Tidal、QQ音乐。
- 作词：汤米·拉·威尔第（Tommy La Verdi）、贡纳·格雷夫（Gunnar Greve）、Mood Melodies（英语：Mood Melodies）、艾伦·沃克、杰斯珀·博根（Jesper Borgen）、拉斯·克里斯蒂安·罗斯内斯（Lars Kristian Rosness）、马库斯·阿恩贝克（Marcus Arnbekk）
- 作曲：艾伦·沃克、马库斯·阿恩贝克、拉斯·克里斯蒂安·罗斯内斯、杰斯珀·博根
- 制作人：艾伦·沃克、马库斯·阿恩贝克、拉斯·克里斯蒂安·罗斯内斯
- 人声：杰斯珀·博根
- 执行制作人：贡纳·格雷夫
- 母带工程师：Sören von Malmborg（英语：Sören von Malmborg）
- 联合制作人：弗雷德里克·博奇·奥尔森（Fredrik Borch Olsen）

## 榜单成绩
| 榜单（2017年–2018年）                        | 最高排位 |
| -------------------------------------------- | -------- |
| 奥地利（Ö3四十强单曲榜）                     | 14       |
| 捷克（電台百強單曲榜）                       | 30       |
| 捷克（百強數位單曲榜）                       | 57       |
| 50                                           |          |
| 匈牙利（四十強單曲榜）                       | 32       |
| 挪威（世界之路榜单）                         | 5        |
| 菲律宾（菲律宾百强单曲榜）                   | 65       |
| 波蘭（波蘭百大電台榜）                       | 7        |
| 斯洛伐克（電台百強單曲榜）                   | 76       |
| 斯洛伐克（百強數位單曲榜）                   | 97       |
| 瑞典（瑞典最熱榜）                           | 22       |
| 瑞士（瑞士热门音乐榜）                       | 13       |
| 美國（《告示牌》Hot Dance/Electronic Songs） | 24       |

## 销售认证
| 地區                   | 认证 | 认证单位/销量 |
| ---------------------- | ---- | ------------- |
| 瑞典（瑞典唱片業協會） | 白金 | 40,000‡       |
| ^僅含認證的出貨量      |      |               |